# 帕洛內格羅
10°09′44″N 67°33′17″W / 10.16222°N 67.55472°W
帕洛內格羅是委內瑞拉的城鎮，位於該國北部華倫西亞湖畔，由阿拉瓜州負責管轄，海拔高度435米，主要農產品有甘蔗，2011年人口114,122。